# Werner Fischer (Mediziner)
Werner Fischer (* 30. Juli 1895 in Dortmund; † April 1945 bei Elstal) war ein deutscher Serologe. Er leitete ab 1938 die serologische Abteilung vom Robert Koch-Institut in Berlin und führte diverse Versuche durch, um einen serologischen Rassentest zu entwickeln, darunter 1942 auch an Sinti und Roma im KZ Sachsenhausen.

## Leben
Fischer hatte als Soldat am Ersten Weltkrieg teilgenommen und sich nach Kriegsende einem Freikorps angeschlossen. Er begann an der Philipps-Universität Marburg zu studieren und wurde 1919 – wie George Löning, Hans Meyer, Kurt Hofmeier und Hermann Hengsberger – im Corps Hasso-Nassovia recipiert. Als Inaktiver wechselte er an die Medizinische Akademie Düsseldorf und die Albert-Ludwigs-Universität Freiburg. Er legte 1921 in Freiburg das Staatsexamen ab und arbeitete seit 1922 an der Medizinischen Poliklinik in Marburg. In Marburg wurde er 1923 zum Dr. med. promoviert, als er bereits am Pathologischen Institut der Krankenanstalten Dortmund arbeitete. 1924 wechselte er zum Wöchnerinnenheim Barmen und bald darauf an das Evangelische Krankenhaus Oberhausen. 1925 schließlich trat er in das staatliche Institut für experimentelle Therapie in Frankfurt am Main ein. Hier forschte er bis 1932 in der serologischen Abteilung bei Hans Schlossberger bzw. Kurt Laubenheimer (1877–1955). 1932/33 hielt sich Fischer mit einem Stipendium der Rockefeller-Stiftung am National Institute for Medical Research in London auf. Anschließend wurde er Assistent von Ernst Rodenwaldt, dem Direktor des Hygiene-Instituts der Ruprecht-Karls-Universität Heidelberg. Fischer habilitierte sich 1935 bei Rodenwaldt und wurde 1936 Dozent für Serologie in Heidelberg. Hier übernahm er die serologische Abteilung des Instituts für experimentelle Krebsforschung, die 1936 dem Hygiene-Institut zugeordnet worden war. Die Abteilung arbeitete nicht nur als serologisches Labor für die Kliniken der Medizinischen Fakultät, sondern Fischer bearbeitete zwischen 1936 und 1938 auch ein von der DFG gefördertes Projekt zum Thema „Krebs und Abwehr“.
Fischer war Mitglied der SA. Am 24. Mai 1937 beantragte er die Aufnahme in die NSDAP und wurde rückwirkend zum 1. Mai desselben Jahres aufgenommen (Mitgliedsnummer 4.270.688). Zum 1. September 1938 wurde er als Nachfolger des altersbedingt in den Ruhestand tretenden Ludwig Lange berufen. Fischer brachte die Forschung zu Blutgruppen an das Robert Koch-Institut. Er leitete dort die neue Serodiagnostische Abteilung, die vor allem die Diagnostik von Blutgruppen und Syphilis übernahm.
Fischer beschäftigte sich noch in Heidelberg auf Anregung Rodenwaldts mit Versuchen zur Differenzierung unterschiedlicher Rassen durch serologische Untersuchungen. Er verglich in Reihenuntersuchungen das Blutserum „Weißer“ und „Schwarzer“ miteinander. Dabei ging es darum, einen serologischen Rassennachweis zu entwickeln. Seine Arbeit bildete die Grundlage der Versuche, die Karl Horneck seit 1941 an kriegsgefangenen französischen Kolonialsoldaten durchführte. Fischer führte 1942 mit Erlaubnis des Reichsführers SS Heinrich Himmler serologische Versuche an ca. 40 Zigeunern im KZ Sachsenhausen und auf Anregung Himmlers anschließend auch an Juden durch. Über den Umfang und die Art dieser Menschenversuche ist kaum etwas bekannt, zumal die Forschungsunterlagen nicht im Archiv des Robert Koch-Instituts erhalten geblieben sind. Fischer plante offenbar eine hochriskante Immunisierung von Mensch zu Mensch, d. h. den Opfern wären die Blutseren von Angehörigen verschiedener „Rassen“ injiziert worden. Bei einem solchen Vorgehen drohten den Opfern allergische Schocks, Hämolyse, intravasale Gerinnungsstörungen und Thromboembolien. Solche Versuche hatte Fischer zumindest gegenüber Horneck angeregt. Michael Zimmermann vermutet, das Projekt sei stillschweigend abgebrochen worden.
Fischer starb zum Ende des Zweiten Weltkrieges im April 1945 unter ungeklärten Umständen, wobei es heißt, er sei bei Kampfhandlungen gefallen.

## Schriften
- Über die Funktion der Carotisdrüse. Diss. med. Marburg 1923.
  - Auszüge in: Jahrbuch d. med. Fak. Marburg. 1923–24.
  - auch: Zeitschrift für die gesamte experimentelle Medizin 39 (1924), S. 477–486.
- Über Blutgruppeneigenschaften beim Kaninchen. In: Zeitschrift für Immunitätsforschung 86 (1935), S. 97–129.